# Большетерехино
Большетерехино — деревня в Колосовском районе Омской области. Входит в состав Корсинского сельского поселения.

## История
Основана в 1600 г. В 1928 году состояла из 46 хозяйств. В составе Корсинского сельсовета Нижне-Колосовского района Тарского округа Сибирского края.

## Население
| 1926 | 2010 |
| ---- | ---- |
| 245  | ↘25  |